# 4660 Nereu
Nereu é o mais acessível asteroide de certo porte para ser alcançado de uma missão da Terra. Apresenta uma trajetória elíptica que praticamente vai da órbita da Terra até um pouco além da órbita de Marte.
Apresenta um diâmetro de 0,46 km e frequentemente é o candidato escolhido pelos cientistas, para ser explorado por uma sonda espacial.
É o alvo da missão norte-americano-japonesa encabeçado pela sonda Muses-C, gerenciada pela firma SpaceDev do seu programa denominado de Near Earth Asteroid Prospector - NEAP.
Foi descoberto a 28 de Fevereiro de 1982 por Eleanor F. Helin e faz parte do grupo dos asteroides Apolo.
Este asteroide recebeu este nome em homenagem ao deus marinho Nereu da mitologia grega.